# 約翰遜 (亞利桑那州)
約翰遜（英語：Johnson）是位於美國亞利桑那州科奇斯縣的一個非建制地區。該地的面積和人口皆未知。

## 地理
約翰遜的座標為32°06′11″N 110°03′58″W / 32.10306°N 110.06611°W，而該地的平均海拔高度為1517米（即4977英尺）。